# Церква Антіохії
Це́рква Антіо́хії (араб. كنيسة أنطاكية; тур. Antakya Kilisesi) — це християнська церква, яку очолював Антіохійський патріарх. Була одним з первісних Апостольських Бачень християнства, Пентархією поряд з Римом, Константинополем, Александрією та Єрусалимом до східно-західного розколу в 1054 р., головним місцем розташування якої було давньогрецьке місто Антіохія (сучасна Антакія, Туреччина).

## Історія
Церква була утворена і заснована на П'ятидесятницю в Єрусалимі. Послідовники Ісуса як Месії (Ха Масхіаха) прослідковують початок того, що вони стали відомими усьому світові як «християни», до громади, заснованої в Антіохії: «Потім відійшов Варнава в Тарс, щоб шукати Савла (в майбутньому апостол Павло); і, знайшовши його, привів його в Антіохію». Цілий рік вони зустрічались із громадою і навчили велику кількість учнів. Громаду, витоки якої розпочалися з розпорошення, спричиненого переслідуваннями в Єрусалимі, «спочатку називали християнами з Антіохії». Вони відомі під різними іменами, зокрема «Послідовники шляху». Пізніше визнана апостолами в Єрусалимі, одним з її провідних членів був Варнава, якого послали організувати нову церкву (див. Дії 11:19-26). Згодом вона став Антіохійським патріархатом, як один із п'яти основних патріархатів — тобто Пентархія — це модель організації Церкви, яка історично підтримувалась у Східній православній церкві. Найповніше своє вираження вона знайшла в законах імператора Візантійської імперії Юстініана I.
З Антіохії розпочався прогрес християнства серед неєврейських віруючих. У розпорошенні первісної Церкви в Єрусалимі, під час неприємностей, зумовлених сміливими діями апостола Стефана, деякі євреї- кіпріоти та киренаїки, які виховувались у грецьких громадах і мали на світ інший погляд, ніж палестинські євреї, прийшли до Антіохії. Там вони зробили «новацію», звертаючись не лише до євреїв, а й до греків (див. Історичну довідку про богобоязнів). Тут ми можемо зрозуміти (1), що використані слова означають успішну проповідь і прийняття греків до християнської громади, і (2) що таке нововведення відбулося повільними темпами і розпочалося в синагозі, де грецькі  прозеліти почули цю проповідь. Микола, диякон Семи дияконів, був прозелітом Антіохії. 
В Антіохії Павло дорікнув Петру за неприязнь до не обрізаних (Гал. 2:11-12, інцидент в Антіохії).
Саме в Антіохії послідовників Ісуса вперше назвали християнами.
Антіохія тісно пов'язана з ранньою історією євангелізації. Це був великий центральний пункт, звідки відправляли місіонерів до язичників (мабуть, після Великого доручення). Саме з Антіохії св. Павло розпочинав свої місіонерські подорожі. Звідти Павло розпочав свою першу місіонерську подорож Дії 13:1-3 і повернувся сюди ж Дії 14:26. Після розпорядження Єрусалиму, зверненого до навернених язичників в Антіохії, він розпочав свою другу місіонерську подорож з Антіохії Дії 15:36 Дії 18:22. Там розпочалася і його третя подорож.
Один з перших отців Церкви, Ігнатій був там єпископом протягом сорока років, аж до мучеництва 107. н. Е. Антіохія була батьківщиною відомого християнського отця Івана Золотоустого, який помер 407 р. н.е.
Місцем перебування патріархату було Антак'я, місто на території сучасної Туреччини. Однак у XV столітті його перевезли до Сирії у відповідь на вторгнення Османів.
Деякі грецькі «древні синагогальні» священицькі обряди та гімни збереглися частково до теперішнього часу, зокрема в окремих церковних службах мелкітських та грецьких православних громад провінції Хатай на півдні Туреччини, Сирії, Лівану та Північного Ізраїлю. Члени цих спільнот досі називають себе Рум, що буквально означає «східноримський» або візантійський на турецькій, перській та арабській мовах. Термін «ром» використовується переважно перед «Іонані», що означає грецький або іонійський.

## Послідовні гілки

### Католицизм
- Маронітський патріархат Антіохії та всього Сходу
- Патріархат Антіохійський і всього Сходу, Александрійський та Єрусалимський Мелкітської греко-католицької церкви
- Сирійський католицький патріархат в Антіохії

Вони перебувають у повному євхаристійномуспілкуванні з Латинською церквою, утворюючи Католицьку церкву. Католицька церква також призначила Латинського патріарха в Антіохії в 1098 році Богемоном, засновником Антіохійського князівства, однієї з держав хрестоносців. Після хрестових походів ця посада проіснувала як титульна багато століть, поки не відмовилася від неї в 1964 році.

### Східне православ'я
- Грецький православний патріархат Антіохії та всього Сходу

### Орієнтальне православ'я
- Сирійський православний патріархат Антіохії та всього Сходу